# Sherlock Holmes
Sherlock Holmes é um personagem de ficção da literatura britânica criado pelo médico e escritor Sir Arthur Conan Doyle. Holmes é um investigador do final do século XIX e início do século XX. Sua primeira aparição foi em 1887 na revista Beeton's Christmas Annual na história Um Estudo em Vermelho. Em fevereiro de 1891, o romance O Sinal dos Quatro foi publicado em outra revista, a Lippincott’s Magazine. Em junho de 1891, Holmes estreia na Strand Magazine com o conto "Um Escândalo na Boêmia". O conto obteve tanto sucesso que garantiu a Holmes um longo tempo de publicações na Strand Magazine. Contos adicionais surgiram desde então, até 1927, totalizando quatro romances e 56 contos.
Todas as histórias, exceto uma, acontecem nas eras vitorianas ou eduardianas, entre 1880 e 1914. As histórias do detetive se passam entre vários cartões-postais da capital inglesa. Quando a investigação era em Londres, Holmes não deixava de passar pelas ruas Fleet Street, Oxford Street, Strand, Pall Mall e Tottenham Court.
Sherlock Holmes não é o primeiro investigador do romance policial. Contudo, foi e ainda é famoso por utilizar, na resolução dos seus mistérios, o método científico e a lógica dedutiva. Sua habilidade para desvendar crimes aparentemente insolúveis até mesmo para a Scotland Yard transformou seu nome em sinônimo de detetive. Embora não seja o primeiro detetive de ficção, Sherlock Holmes é indiscutivelmente o mais conhecido, sendo listado no Guinness World Records como o "personagem de filme mais retratado" da história. A popularidade e a fama de Holmes são tais que muitos acreditavam que ele não era um personagem fictício, mas um indivíduo real. Considerado amplamente como um ícone cultural britânico, o personagem e as histórias tiveram um efeito profundo e duradouro sobre a escrita do mistério e a cultura popular como um todo, com os contos originais e milhares escritos por autores diferentes de Conan Doyle sendo adaptados para palcos e peças de rádio, televisão, filmes, videogames e outras mídias há mais de cem anos. O personagem Sherlock Holmes tornou-se tão grande que chegou a obscurecer seu criador: raramente, ouve-se falar em Sherlock Holmes como "o personagem criado por Conan Doyle", mas sim de Conan Doyle como "o homem que criou Sherlock Holmes".
Um dos endereços mais famosos de Londres, 221B Baker Street, endereço fictício de Sherlock Holmes, abriga um museu com o nome do personagem.

## Biografia do personagem

### Família e juventude
Os detalhes sobre a vida de Sherlock Holmes, exceto as aventuras narradas nos livros, são escassos nas histórias originais de Conan Doyle. No entanto, as breves menções de sua vida antes de conhecer Dr. Watson e sobre sua família pintam uma imagem biográfica razoável do detetive.
Segundo alguns indícios, Holmes nasceu em 6 de Janeiro de 1854, filho de um agricultor e de uma mãe de origem francesa, e sua avó era irmã do pintor Horace Vernet.
O seu irmão sete anos mais velho, Mycroft Holmes, trabalha para o serviço Secreto britânico. Mycroft passa a maior parte do seu tempo livre no Diogenes Club. Segundo Holmes, seu irmão Mycroft não somente é mais brilhante do que ele próprio, como também possui um senso de observação e de dedução muitas vezes superior ao seu, embora seja preguiçoso demais para ir aos locais das investigações para analisá-las quando faltam fatos. Na investigação de Holmes chamada por Watson de "o intérprete grego", Watson descreve um encontro entre Sherlock e Mycroft, onde os dois se encontram no Diogenes Club, de que Mycroft é um dos fundadores. Os dois mantêm um diálogo recheado de deduções sobre um transeunte que deixam Watson completamente atônito.

### A vida com Watson
Watson considerou Holmes como o homem que acima de todos os outros, melhor e mais sábio homem que ele já conheceu. Nas primeiras semanas como colegas de quarto, os hábitos de Holmes despertaram a curiosidade de Watson e ele tentou desvendar qual era a profissão do seu colega.

Em março de 1882, a amizade entre os dois já era clara e Holmes pediu-lhe para acompanhá-lo na cena do crime do que se tornaria a primeira história Um Estudo em Vermelho. Holmes trabalhou como detetive por vinte e três anos, com o Dr. John Watson ajudando-o por dezessete. Eles eram companheiros de quarto antes do casamento de Watson em 1887 e novamente após a morte de sua esposa. A sua residência é mantida por sua senhoria, a Sra. Hudson. A maioria das histórias são narrativas específicas, escritas do ponto de vista de Watson como resumos dos casos mais interessantes do detetive. Holmes frequentemente chama a escrita de Watson sensacionalista e populista, sugerindo que não lida com precisão e objetividade a "ciência" de seu ofício:
A Investigação é, ou deveria ser, uma ciência exata e, portanto, deve ser tratada da mesma forma fria, sem emoção. [Em Um Estudo em Vermelho] Você tentou dar-lhe um sabor romântico, e o efeito é o mesmo que transformar uma história de amor, [...] Alguns fatos deveriam ter sido suprimidos, ou, pelo menos, devia ter observado um sentido correto de proporção ao tratar deles. O único ponta da questão que merecia ser mencionado era o curioso raciocínio analítico dos efeitos para as causas, por meio do qual consegui desvendar tudo.

No entanto, a amizade de Holmes com Watson é a sua relação mais significativa. Quando Watson é ferido por uma bala, embora a ferida seja superficial, Watson é comovido pela reação de Holmes:
Valia um ferimento - valia muitos ferimentos - conhecer a dimensão da lealdade e do amor que estavam por trás daquela máscara fria. Os olhos claros e duros ficaram sombrios por um instante, e os lábios firmes estavam tremendo. Durante um minuto, o único, vislumbrei um grande coração, bem como uma grande inteligência. Todos os meus anos de serviço humildes sinceros culminaram naquele momento de revelação.

### O Grande Hiato

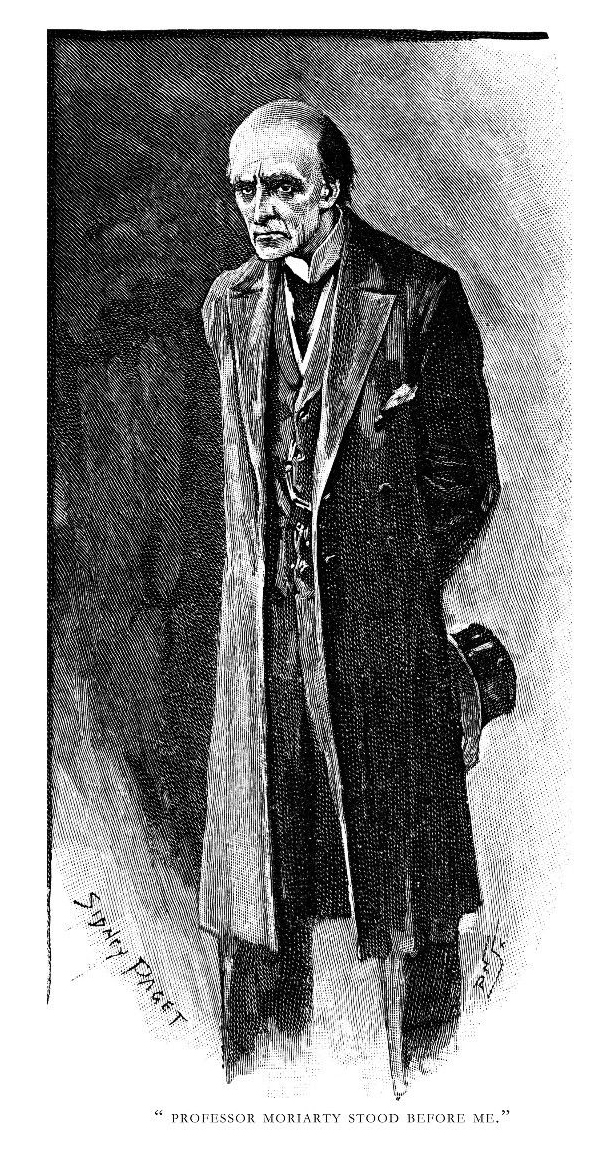
Professor Moriarty, por Sidney Paget.

O primeiro conjunto de histórias de Holmes foi publicado entre 1887 e 1893. Desejando dedicar mais tempo a seus romances históricos, Conan Doyle matou Holmes em uma batalha final com o criminoso professor James Moriarty em "O Problema Final" (The Final Problem, publicado em 1893, mas a história ocorre em 1891), os Holmes e Moriarty acabam morrendo, caindo nas Cataratas de Reichenbach. Conan Doyle ficou surpreso com as reações negativas dos leitores, ele recebeu diversas cartas de repúdio a decisão de matar o personagem, e até mesmo, era ameaçado nas ruas de Londres. Depois de resistir à pressão pública por oito anos, o autor escreveu O Cão dos Baskervilles (The Hound of the Baskervilles, serializado em 1901-1902, com um cenário implícito antes da morte de Holmes). Em 1903, Conan Doyle escreveu "A Aventura da Casa Vazia" (The Adventure of the Empty House, ambientada em 1894), Holmes reaparece, explicando a um atordoado Watson que ele fingiu sua morte em "O Problema Final" para enganar seus inimigos. "A Aventura da Casa Vazia" marca o início do segundo conjunto de histórias, que Conan Doyle escreveu até 1927.
Os fãs das aventuras de Holmes referem-se ao período de 1891 a 1894 - entre o seu desaparecimento e a sua presumida morte em "O Problema Final" e o seu reaparecimento em "A Aventura da Casa Vazia" - como O Grande Hiato (embora a "O Caso da Vila Glicínia" de 1908 é descrito como ocorrendo em 1892 devido a um erro na parte de Conan Doyle). O primeiro uso conhecido desta expressão está no artigo "Sherlock Holmes and the Great Hiatus" de Edgar W. Smith, publicado na edição de julho de 1946 do The Baker Street Journal.

### Aposentadoria
No conto "O Último Adeus de Sherlock Holmes", Holmes se aposentou em uma pequena fazenda em Sussex Downs e aceitou a apicultura como sua principal ocupação. A mudança não é datada precisamente, mas pode ser presumida como anterior a 1904 (já que é referida retrospectivamente em "A Aventura da Segunda Mancha", publicado pela primeira vez naquele ano). A história apresenta Holmes e Watson saindo da aposentadoria para ajudar o esforço da guerra. Apenas um outro conto, "A Aventura da Juba do Leão" (narrado por Holmes), ocorre durante a aposentadoria do detetive.

## Personalidade, trabalho e hábitos

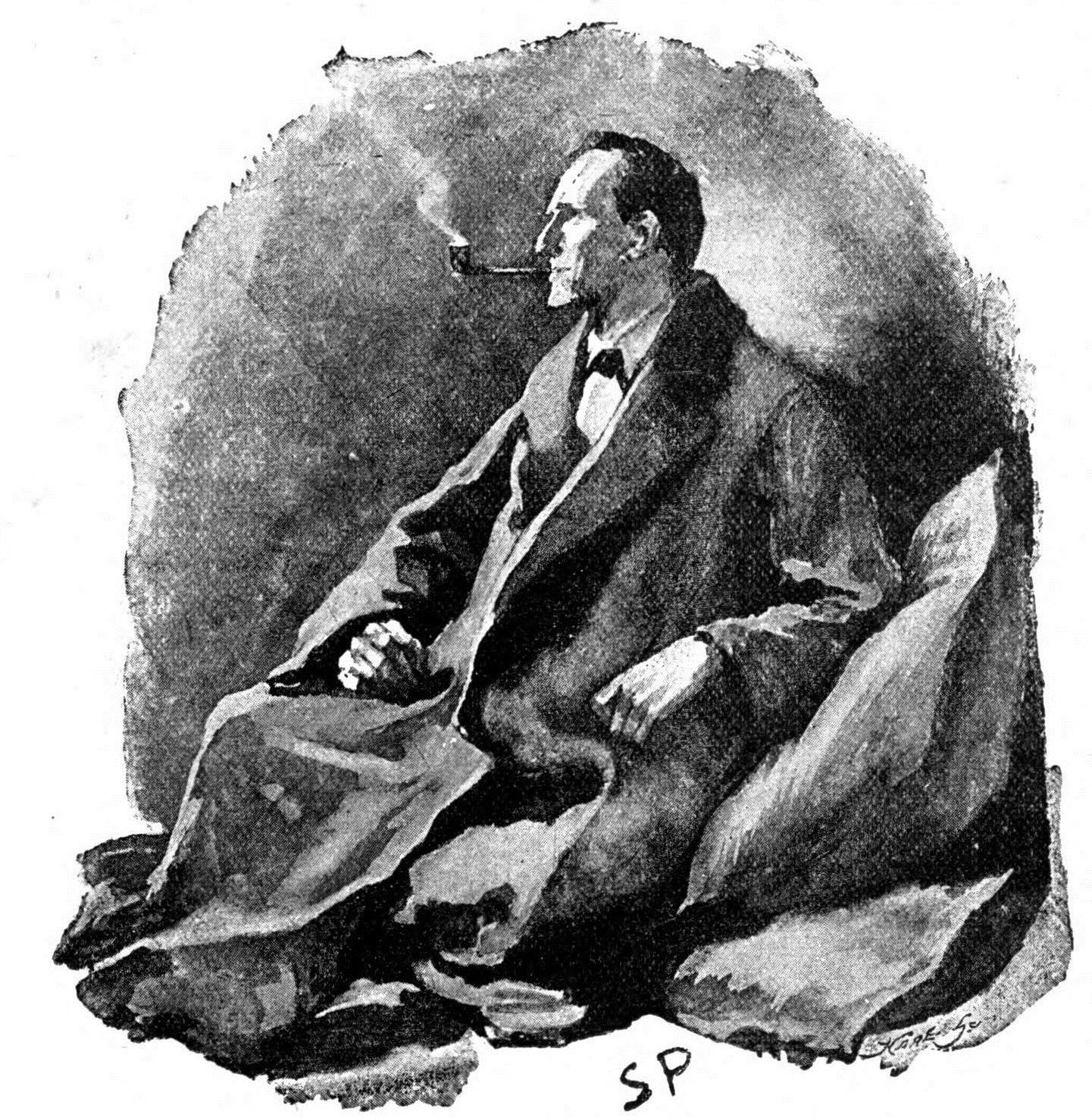
Um retrato de Sherlock Holmes na revista The Strand, em 1891, por Sidney Paget

Watson descreve Holmes como "boêmio" em seus hábitos e estilo de vida. Descrito por Watson em O Cão dos Baskervilles como tendo "aquele amor felino pela limpeza pessoal", Holmes é um excêntrico, sem qualquer consideração pelos padrões contemporâneos de arrumação ou boa ordem.
Em muitas das histórias, Holmes mergulha em uma bagunça aparente para encontrar um item mais relevante para um mistério. O detetive não se alimenta em momentos de intensa atividade intelectual. Maria Konnikova salienta em uma entrevista com D. J. Grothe que Holmes pratica o que agora se chama "atenção plena", concentrando-se em uma coisa por vez e quase nunca em "multitarefas". Ela acrescenta que, nisso, ele antecede a ciência mostrando o quanto isso é útil para o cérebro.
Embora Watson não considere o uso habitual de um cachimbo (ou seu uso menos freqüente de cigarros e charutos) por Holmes, ocasionalmente critica o detetive por criar uma "atmosfera envenenada" de fumaça de tabaco. Holmes reconhece a desaprovação de Watson em "O Caso do Pé do Diabo": "Eu acho, Watson, que devo voltar a me envenenar de fumo, coisa que você tem condenado tão frequentemente e com razão".
Watson tolera a vontade do detetive de dobrar a verdade (ou quebrar a lei) em nome de um cliente - mentir para a polícia, ocultar evidências ou entrar em casas - quando ele a sente moralmente justificável, mas condena a manipulação de Holmes de pessoas inocentes em "A Aventura de Charles Augustus Milverton".

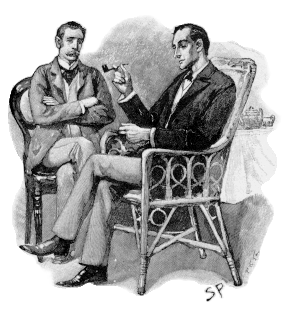
Sherlock Holmes (direita) e o Dr. John H. Watson, por Sidney Paget.

Holmes obtém o prazer em frustrar os inspetores da polícia com suas deduções e tem confiança suprema - beirando a arrogância - em suas habilidades intelectuais. Contudo, o detetive não procura ativamente a fama e geralmente se mostra satisfeito em permitir que a polícia aproveite o crédito por seu trabalho, Holmes fica satisfeito quando suas habilidades são reconhecidas e responde a lisonjas. A polícia fora de Londres pede ajuda a Holmes se ele estiver nas proximidades, mesmo durante as férias. As histórias de Watson e artigos de jornal revelam o papel de Holmes nos casos, e ele se torna bem conhecido como detetive; tantos clientes pedem sua ajuda em vez de (ou, além disso) do da polícia que, Watson escreve, até 1895, Holmes tem "uma prática imensa".
Enquanto o detetive é geralmente desapaixonado e frio, durante uma investigação ele é animado e excitável. Ele tem um dom para exibicionismo, preparando armadilhas elaboradas para capturar e expor um culpado (muitas vezes para impressionar os observadores).
Com exceção da de Watson, Holmes evita a companhia casual. Em "Gloria Scott", ele diz ao médico que, durante dois anos na faculdade, ele criou apenas um amigo, Victor Trevor: "Nunca fui muito sociável, Watson, preferindo ficar sempre nos meus aposentos elaborando métodos de raciocínio e nunca me envolvi muito com meus colegas. [...] Além disso, minha linha de estudos era bem diferente da dos meus colegas, de modo que não tínhamos pontos de contato".
Holmes relaxa com música em "A Liga dos Ruivos", tirando a noite de folga de um caso para ouvir o violinista de Pablo de Sarasate. Sua diversão de música vocal, particularmente a de Wagner, é evidente em "O Caso do Círculo Vermelho".

### Uso de drogas
Holmes ocasionalmente usa drogas adictivas, especialmente na ausência de casos estimulantes, por exemplo injeções de cocaína. Embora Holmes também faça uso de morfina, ele expressa uma forte desaprovação quando ele visita uma guarida de ópio; ambas as drogas eram legais na Inglaterra do final do século XIX. Watson e Holmes usam tabaco, fumando cigarros, charutos e cachimbos, e o detetive é um especialista em identificar resíduos de cinzas de tabaco.
Como médico, Watson desaprova fortemente o hábito de cocaína de seu amigo, descrevendo-o como o "único vício" do detetive e preocupado com o efeito sobre a saúde mental e o intelecto de Holmes. Em "A Aventura do 'Three-Quarter' Desaparecido", Watson diz que, embora tenha "desmamado" Holmes de drogas, ele continua a ser um viciado cujo hábito "não está morto, mas simplesmente está dormindo".

## Descrição
Segundo Conan Doyle, criador do personagem, Sherlock Holmes viveu em Londres, no apartamento 221B Baker Street, entre os anos 1881 e 1903, durante o último período da Era Vitoriana, onde passou muitos anos na companhia do seu amigo e colega, Dr. Watson. Hoje, esse endereço é um museu dedicado a Sherlock Holmes.
Sherlock Holmes descreve-se como um "detetive consultor" (um dos exemplos é o início do livro "O Signo dos Quatro"), o que significa que as pessoas vêm-lhe pedir conselhos sobre os seus problemas, ao invés de se dirigir a elas. Doyle conta-nos que Holmes é capaz de resolver os problemas a ele propostos sem sair do seu apartamento, apesar de este não ser o caso em diversas de suas mais interessantes histórias, que requerem a sua presença in situ. A sua especialidade é resolver enigmas singulares, que deixam a polícia desnorteada, usando a sua extrema faculdade de observação e dedução.
Holmes demonstra, ao longo das suas histórias, uma capacidade de dedução e um senso de observação impressionantes, ajudados por uma cultura geral extensa e variada (ele é capaz de identificar a marca de um tabaco somente pelo seu cheiro e pela cor de suas cinzas). Quando envolvido com algum problema, pode passar noites sem dormir ou comer, o que inquieta o seu amigo Watson. Mestre na arte do disfarce, maneja, com habilidade, a espada e daria, segundo Watson, um bom pugilista.
Outra de suas marcas registradas, a frase: "Elementar, meu caro Watson", foi criada no teatro, com muitas outras particularidades, como o cachimbo curvo do detetive. Muito embora alguns aleguem que se trate de uma das primeiras falas do personagem em seu romance de estreia Um Estudo em Vermelho (1887), ela não se encontra no original nem em outras traduções do texto. No resto de toda a obra, a frase não torna a acontecer, aí sim sendo popularizada pelas adaptações das aventuras.

## The Great Game

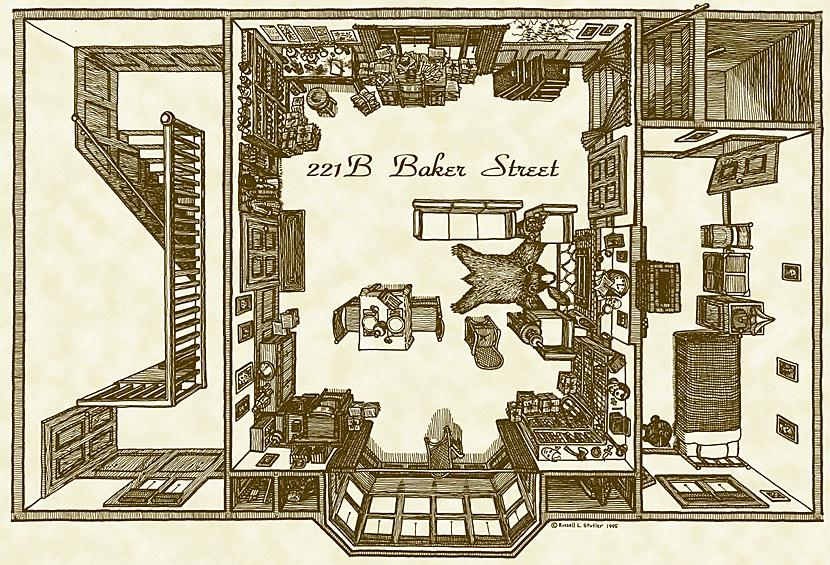
Planta da 221B Baker Street, na visão de Russ Stutler

As 56 contos e 4 romances de Conan Doyle são conhecidas como o "cânone" pelos fãs de Holmes. Os primeiros estudiosos canônicos incluíam Ronald Knox na Inglaterra e Christopher Morley em New York. Morley fundou a The Baker Street Irregulars—a primeira sociedade dedicada ao cânone Holmes—em 1934.
O Sherlockian game (também conhecido como Holmesian game, the Great Game, ou simplesmente the Game) não é um jogo literal, mas o nome que se dá ao conceito de tentar resolver anomalias e esclarecer detalhes sobre Holmes e Watson através do cânone. The Game, que trata Holmes e Watson como se fossem pessoas reais (e Conan Doyle como um agente literário de Watson), combina história com aspectos das histórias para construir biografias e outras análises acadêmicas desses aspectos. Ronald Knox é creditado como sendo o inventor do jogo.

### Data de Nascimento
Um detalhe analisado no Jogo é a data de nascimento de Holmes. A cronologia das histórias é notoriamente difícil, com muitas histórias sem datas e muitas outras contendo datas contraditórias. Morley e William Baring-Gould (autor de Sherlock Holmes of Baker Street: A Life of the World's First Consulting Detective) afirmam que o detetive nasceu em 6 de Janeiro de 1854, sendo o ano derivado da declaração em "His Last Bow" de que ele tinha 60 anos em 1914, enquanto que o dia preciso é derivado de uma especulação mais ampla e não-canônica. Esta é a data em que os Baker Street Irregulars trabalham, com seu jantar anual sendo realizado a cada mês de Janeiro. Laurie R. King também especulou sobre a data de nascimento de Holmes. Ela argumenta que os detalhes de "The Adventure of the Gloria Scott" (um conto sem data interna precisa) indicam que Holmes terminou seu segundo (e último) ano na universidade em 1880 ou 1885. Se ele começou a universidade aos 17 anos, seu ano de nascimento pode ser tão antigo quanto 1868.

### Saúde Mental
A saúde emocional e mental de Holmes também são analisadas no Jogo. No primeiro encontro dos dois, em Um Estudo em Vermelho, Holmes informa a Watson que cai "no lixo às vezes" e aí não abre sua "boca por dias a fio". Leslie S. Klinger sugere que Holmes exibe sinais de transtorno bipolar, com intenso entusiasmo seguido de auto-absorção indolente. Outros leitores modernos especularam que Holmes pode ter a síndrome de Asperger, com base em sua intensa atenção aos detalhes, falta de interesse em relacionamentos interpessoais e tendência ao monólogo. John Radford (1999) especulou sobre a inteligência de Holmes. Usando como base as histórias de Conan Doyle, ele aplicou três métodos para estimar o quociente de inteligência do detetive e concluiu que seu QI era de 190. Snyder (2004) examinou os métodos de Holmes no contexto da criminologia de meados do século 19.

## Conhecimento

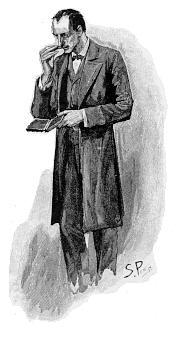
Holmes, por Sidney Paget.

No romance Um Estudo em Vermelho, Dr. Watson, na tentativa de descobrir a profissão de Holmes, avalia os conhecimentos do detetive como:
1. Literatura: zero;
2. Filosofia: zero;
3. Astronomia: zero;
4. Política: escassos;
5. Botânica: variáveis. Conhece a fundo a beladona, o ópio e os venenos em geral. Nada sabe sobre jardinagem e horticultura;
6. Geologia: práticos, mas limitados. Reconhece à primeira vista os diversos tipos de solo. No regresso dos seus passeios, mostra-me manchas nas calças, e diz-me, pela sua cor e consistência, em que partes de Londres as conseguiu;
7. Química: profundos;
8. Anatomia: exatos, mas pouco sistemáticos;
9. Literatura sensacionalista: imensos. Parece conhecer todos os pormenores de todos os horrores perpetrados neste século;
10. Música: Toca bem o violino;
11. Educação Física: É habilíssimo em boxe, esgrima e bastão;
12. Direito: Tem um bom conhecimento prático das leis inglesas.

Histórias posteriores revelam que a avaliação de Watson estava incompleta em alguns aspectos e imprecisa em outros: no final de Um Estudo em Vermelho, Holmes demonstra um conhecimento do latim. Apesar da suposta ignorância de política de Holmes, em "Escândalo na Boêmia", ele imediatamente reconhece a verdadeira identidade do "Conde von Kramm". Seu discurso é salpicado de referências à Bíblia, Shakespeare e Goethe. Em certo momento, o detetive cita uma carta de Gustave Flaubert a George Sand no francês original. No final de "Um Caso de Identidade", Holmes cita Hafez. Em O Cão dos Baskervilles, o detetive reconhece obras de Martin Knoller e Joshua Reynolds. Em "O caso dos Planos de Bruce-Partington", Watson diz que, em novembro de 1895, "[Holmes] ficou absorvido numa monografia que estava escrevendo sobre Motetes Polifônicos de Lassus". Holmes também é um criptoanalista: ele diz a Watson, em "A Aventura dos Homenzinhos Dançantes", que "[está] familiarizado com todas as formas de escrita secreta, e eu mesmo sou autor de uma monografia banal sobre o assunto, na qual analiso 160 códigos diferentes".
O detetive acredita que a mente tem uma capacidade limitada para o armazenamento de informações, e aprender coisas inúteis reduz a capacidade de aprender coisas úteis. As histórias posteriores afastam-se dessa noção: no segundo capítulo de O Vale do Medo, ele diz: "Todo conhecimento é útil para o detetive", e perto do fim de "A Aventura da Juba do Leão", o detetive se chama "um leitor ávido, com uma memória extraordinária para coisas sem importância.".
O detetive é particularmente experiente na análise de evidências físicas, incluindo impressões latentes (como pegadas, impressões de cascos e faixas de bicicleta) para identificar ações em uma cena de crime (Um Estudo em Vermelho, "Silver Blaze", "A Aventura da Priory School", O Cão dos Baskervilles, "O Mistério do Vale Boscombe"); usando cinzas de tabaco e pontas de cigarro para identificar criminosos ("O Paciente Interno", O Cão dos Baskervilles); comparando letras dactilografadas para expor uma fraude ("Um Caso de Identidade"); usando resíduos de pólvora para expor dois assassinos ("Os Senhores de Reigate"); comparando balas de duas cenas de crime ("A Aventura da Casa Vazia"); analisando pequenos pedaços de restos humanos para expor dois assassinatos ("O Caso da Caixa de Papelão");  e um uso precoce de impressões digitais ("A Aventura do Construtor de Norwood").

### Dedução

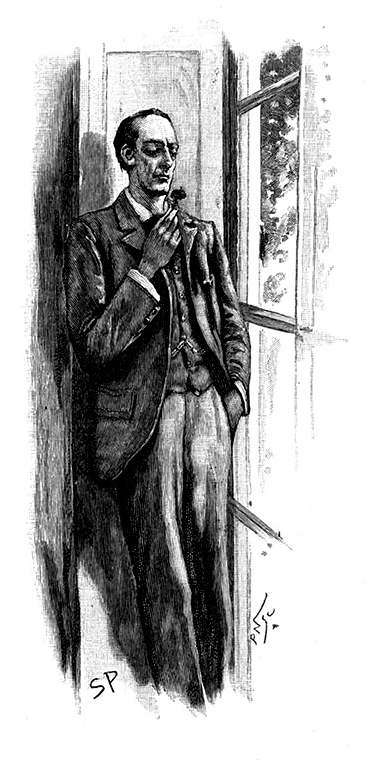
Holmes segurando uma rosa, por Sidney Piget.

O principal método de detecção intelectual de Holmes é o raciocínio abdutivo. A dedução holmesiana consiste principalmente em inferências baseadas na observação, de acordo com Carlo Ginzburg, Holmes trabalha com indícios.
Em Um Estudo em Vermelho, Holmes deixa claro que se baseia em observações e indícios: "Por enquanto, ainda não dispomos de dados […] É um erro capital formular teorias antes de contarmos com todos os indícios. Pode prejudicar o raciocínio.”  Em "A Coroa de Berilos", Holmes explica como dá prosseguimento ao seu trabalho até chegar na solução: “É um velho preceito meu que, quando se exclui o impossível, o que resta, por mais improvável que seja, deve ser a verdade”.
Em Um Estudo em Vermelho, o Dr. Watson compara Holmes com C. Auguste Dupin, o detetive de ficção de Edgar Allan Poe, que empregou uma metodologia similar. Para isso, Holmes responde: "Sem dúvida, imagina estar me fazendo um elogio, quando me compara a Dupin [...] Bem, na minha opinião Dupin era um tipo bastante inferior. Aquele seu truque de interromper os pensamentos do amigo com um comentário oportuno, após um silêncio de 15 minutos, além de espalhafatoso, é superficial. Não duvido que ele tivesse certo dom analítico, mas não era de modo algum o fenômeno que Poe parecia imaginar". Aludindo a um episódio em "Os Assassinatos da Rua Morgue", onde Dupin deduz o que seu amigo pensa, apesar de terem andado juntos em silêncio por um quarto de hora. No entanto, Holmes realiza o mesmo "truque" com Watson em "O Caso da Caixa de Papelão".

### Disfarces
Holmes usou diversos disfarces em suas histórias, entre eles: um marinheiro (em O Signo dos Quatro), um noivo embriagado (em "Um Escândalo na Boêmia"), um fumante de ópio (em "O Homem do Lábio Torcido"), um venerável padre italiano (em "O Problema Final") e uma mulher idosa (em "A Aventura da Pedra Mazarin").

## Inspiração
Depois de observar qualquer estranho, o Dr. Joseph Bell (1837-1911), um cirurgião de Edimburgo, era capaz de deduzir muito de sua vida e de seus hábitos. Isso impressionou um de seus alunos, Arthur Conan Doyle, que admitiu ter usado e ampliado seus métodos quando concebeu o detetive Sherlock Holmes.
Bell inspirou não somente a criação da personalidade de Holmes, mas também o porte físico do detetive. Em um texto publicado no periódico The National Weekly em 1923, Doyle conta como foram seus anos na faculdade de medicina, quando iniciou o processo de criação de seu personagem mais famoso. Neste, o aluno descreve seu notável professor Bell:
| “ | Era magro, vigoroso, com rosto agudo, nariz aquilino, olhos cinzentos penetrantes, ombros retos e um jeito sacudido de andar. A voz era esganiçada. Era um cirurgião muito capaz, mas seu ponto forte era a diagnose, não só de doenças, mas de ocupações e caráteres. | ” |

Doyle teria se baseado também na filosofia de Bell, que dizia " maioria das pessoas veem, mas não sabem observar". O dr. Bell dizia aos seus convivas: "olhando de relance um indivíduo, a gente pode identificar-lhe o país de origem por suas feições; pelas mãos, a profissão e os meios de vida; e o resto da sua história é revelado pelo modo de andar, os maneirismos, os berloques do relógio e até os fiapos que aderem às suas roupas".
Pelo caráter arrogante de Holmes, Bell negou a inspiração e tomou-a como pejorativa à sua pessoa.
Exemplo de personagem influenciado pelo personagem de Doyle, na televisão, é o detetive Adrian Monk, da série homônima, que tem um senso de observação e dedução do mesmo nível de Sherlock, mas que destaca-se pelo seu transtorno obsessivo-compulsivo (que, por sinal, são parte de seu sucesso como detetive). Outro personagem inspirado em Sherlock é Gregory House, da série de TV estado-unidense House M.D., chefe da ala de diagnósticos, que utiliza lógica dedutiva para desvendar as mentiras de seus pacientes; House costuma sempre dizer "Todo mundo mente". As similitudes entre Holmes e House são muitas: o homem que atirou em House se chama Moriarty, maior inimigo de Holmes; House também é viciado, também tem gosto pela música; e mora no número 221B da Baker Street.
Nos quadrinhos, a Disney criou o personagem Sir Lock Holmes, visivelmente inspirado em Sherlock pois, além do nome parecido, possui o mesmo porte físico, está sempre com o cachimbo e gosta de tocar violino. Diferente de Sherlock, porém, é totalmente desafinado no violino e erra todas as deduções (estando mais para Inspetor Clouseau). Outro personagem da Disney com nome e características parecidas é Berloque Gomes, porém este não é um personagem cômico, e sim um detetive que auxilia Mickey em algumas investigações.
Apesar do grande sucesso de sua obra, Conan Doyle não gostava de escrever histórias para Sherlock Holmes, pois considerava, o romance policial literatura de segunda classe. Na verdade, esse tipo de história só passou a ser respeitado após o sucesso de seu personagem. Conan Doyle preferia escrever o que considerava literatura de qualidade (o único livro medianamente famoso seu nessa categoria é O Mundo Perdido). Em novembro de 1891, ele escreveu para sua mãe: "Acho que vou assassinar Holmes... e lhe dar fim de uma vez por todas. Ele priva minha mente de coisas melhores." E realmente o fez, no conto titulado "O Problema Final", o último do livro "Memórias de Sherlock Holmes". Ele deixou Holmes de lado durante 10 anos (de 1893 a 1903), mesmo com todos os protestos por parte dos fãs. Em 1901, Doyle escreveu o que viria a ser um dos mais famosos dos livros do detetive, "O Cão dos Baskervilles", um ano antes de sua ressurreição no conto "A Casa Vazia", o primeiro do livro "A Volta de Sherlock Holmes".

### Criminologia e Ciência forense
As histórias de Sherlock Holmes ajudaram a se casar com ciência forense, particularmente a aguda observação de Holmes de pistas pequenas, e literatura. Ele usa evidências de rastreamento (como impressões de sapatos e pneus), impressões digitais, balística e análise de caligrafia para avaliar suas teorias e as da polícia. Algumas das técnicas de investigação do detetive, como a análise de impressões digitais e a caligrafia, estavam em sua infância quando as histórias foram escritas; Holmes frequentemente lamenta a contaminação de uma cena do crime e a integridade da cena do crime tornou-se um procedimento de investigação padrão.
A Antropometria também ajuda a explicar muito das técnicas utilizados por Holmes. Alphonse Bertillon, em 1897, elaborou um método de identificação de pessoas, para ser utilizado principalmente na identificação de criminoso, esse método ficou conhecido como "Bertillonage", a partir de 1882. A Bertillonage se baseia em medições precisas de partes do corpo e em percepções antropológicas anteriores, sendo constituída por três partes:
O sinal antropométrico, que consiste em medir com a máxima precisão, em condições prescritas, algumas das dimensões mais características da estrutura óssea do corpo humano; O sinal descritivo ou morfológico, que é a observação da forma corporal e dos movimentos, e até mesmo as qualidades mentais e morais mais características; E o sinal por marcas peculiares, ou sinal patológico, como poderia ser chamado, que é a observação das peculiaridades na superfície do corpo, resultante de doença, acidente, deformidade ou desfiguração artificial, como pintas, verrugas, cicatrizes, tatuagens etc..
Considerando o terceiro fator da Bertillonage, sinais na pele são claros indícios e detalhes que servem para descrever indivíduos. Tatuagem, por exemplo, são detalhes que Holmes presta atenção: “O peixe tatuado logo acima do seu pulso direito só poderia ter sido feito na China. Fiz um pequeno estudo sobre marcas de tatuagem e até contribuí para a literatura sobre o assunto”.

### Romance policial
Como gênero literário, o romance policial foi menosprezado por muito tempo, sendo considerado uma leitura facilitada, pois se baseia em técnicas de investigação e explicações como os casos e, muitas vezes, não aprofunda na personalidade dos personagens (com exceção dos principais).
Edgar Allan Poe foi um dos precursores a escrever sobre um detetive, Poe criou Chevalier Auguste Dupin e lhe apresentou em uma série de contos: Os Assassinatos da Rua Morgue (1841), O Mistério de Marie Rogêt (1842). A Carta Roubada (1844).
Poe influência claramente as história de Sherlock Holmes, tanto que uma das frases mais reconhecidas de Holmes, foi inspirada em um frase de Dupin. Na fala de Dupin: “Agora que fomos trazidos a esta conclusão de uma forma tão inequívoca, não é nosso papel, como homens de raciocínio, rejeitá-la em virtude de sua impossibilidade. O que nos resta é provar que estas “impossibilidades” aparentes, na realidade, são possíveis”, na versão de Holmes: “[...] quando se exclui o impossível, o que resta, por mais improvável que seja, deve ser a verdade”.

## Os livros

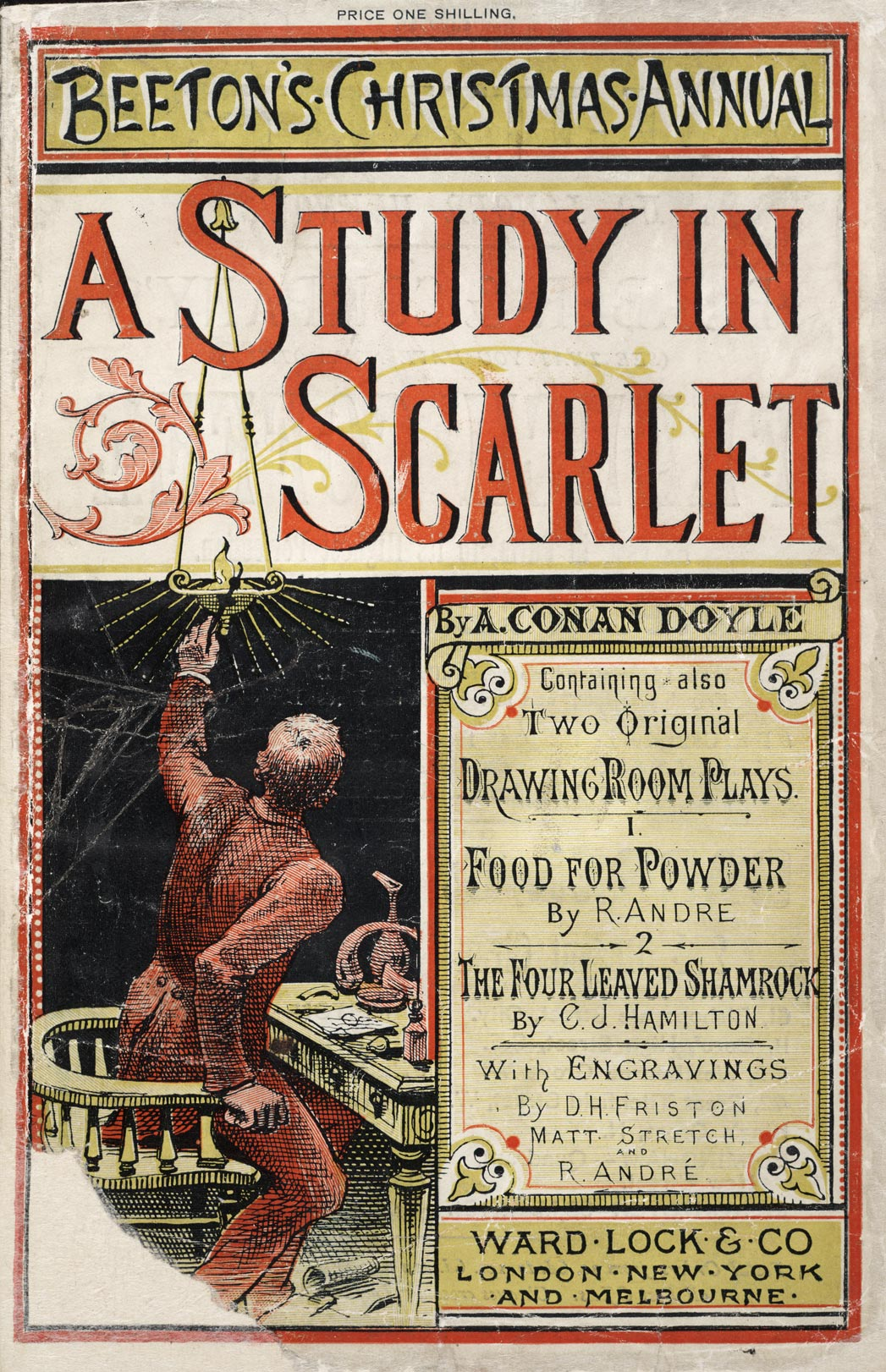
"Um Estudo em Vermelho" na Beeton’s Christmas Annual (1887)

### Romances
- A Study in Scarlet (1887)
- The Sign of the Four (1890)
- The Hound of the Baskervilles (1901)
- The Valley of Fear (1915)

### Contos
- The Adventures of Sherlock Holmes, coletânea de doze contos (1892)
- The Memoirs of Sherlock Holmes, coletânea de onze contos (1894)
- The Return of Sherlock Holmes, coletânea de treze contos (1905)
- His Last Bow, coletânea de oito contos (1917)
- The Case-Book of Sherlock Holmes, coletânea de doze contos (1927)

## Adaptações

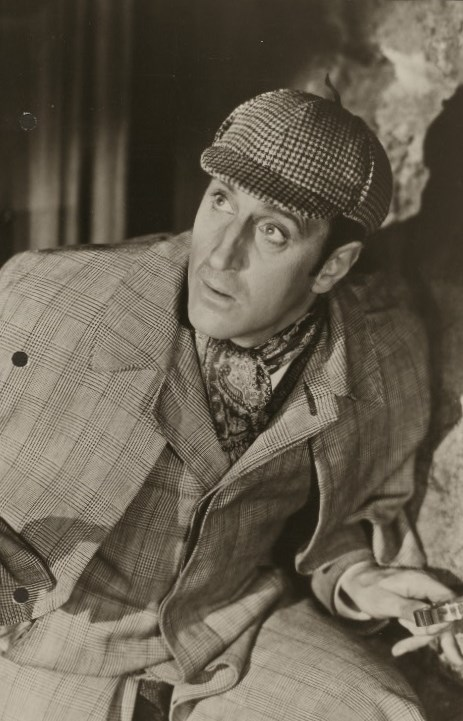
O ator britânico Basil Rathbone, considerado por muitos como o melhor intérprete de Sherlock Holmes

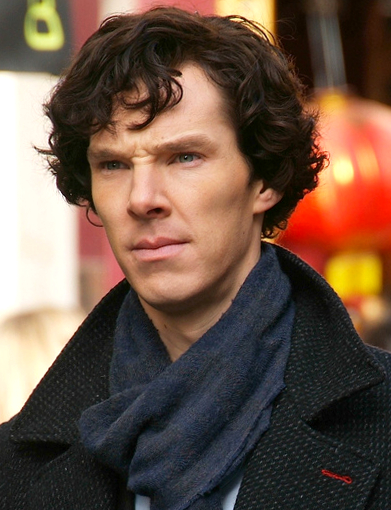
Benedict Cumberbatch interpretando Sherlock Holmes na série Sherlock

Várias peças teatrais, paródias, contos e artigos do próprio Conan Doyle foram publicadas em antologias, como The Final Adventures of Sherlock Holmes (2005, edição de Peter Haining), Sherlock Holmes: the Published Apocrypha (1980, edição de Jack Tracy) e The Uncollected Sherlock Holmes (1993, compilação de Roger Lancelyn Green).
Das muitas adaptações já feitas, alguns atores ficaram famosos pela interpretação do personagem, dois dos mais conhecidos sendo Basil Rathbone, em filmes de 1939 a 1946, e Jeremy Brett, na série da Granada Television de 1984 a 1994.
Algumas outras adaptações são os filmes: Sherlock Holmes (filme de 2009), e sua continuação, Sherlock Holmes: A Game of Shadows, ambos do diretor inglês Guy Ritchie, com Robert Downey Jr. no papel principal e Jude Law como John Watson.
O filme Mr. Holmes (2015) estrelou Ian McKellen como Sherlock Holmes, Laura Linney como a governante Munro e Milo Parker como seu filho Roger, na direção de Bill Condon. Na trama, baseada no livro A Slight Trick of the Mind, do autor norte-americano Mitch Cullin, Sherlock está aposentado, com 93 anos, e trabalhando como apicultor.
A série britânica Sherlock, de Steven Moffat e Mark Gatiss, foi lançada em 2010 e retrata Holmes nos dias atuais. O endereço onde mora é o mesmo: 221B da Baker Street, em Londres, na Inglaterra. Benedict Cumberbatch dá vida a Sherlock Holmes e Martin Freeman ao Dr. John Watson. A quarta temporada da série tem previsão de estreia para janeiro de 2017.
Há também a série americana Elementary, lançada em 2012, onde Holmes também vive nos dias atuais, só que em Nova York, nos EUA. Jonny Lee Miller interpreta Sherlock Holmes, e o Dr. Watson aparece como uma mulher: Dra. Joan Watson, uma cirurgiã interpretada por Lucy Liu. Além da série japonesa Miss Sherlock, lançada em 2018, com os dois personagens principais interpretados por mulheres: Yūko Takeuchi como Sara "Sherlock" Shelly Futaba e Shihori Kanjiya como Dra. Wato.